# Rivoluzione per la Prosperità
Rivoluzione per la Prosperità (in sotho del sud Thalaboliba ea Ntlafatso) è un partito politico lesothiano di centro, fondato nel 2022. 

## Storia
Il partito è stato costituito il 22 marzo del 2022 dal miliardario Sam Matekane, promettendo di applicare i principi fondamentali del buongoverno, di accrescere del doppio l'economia del Lesotho entro il 2030, di lavorare per la sicurezza alimentare, l'ampliamento dell'assistenza sanitaria e la lotta alla corruzione dilagante.
Alle elezioni generali del 7 ottobre, il partito ottenne nell'Assemblea Nazionale una maggioranza quasi assoluta, aggiudicandosi 56 seggi su 120 con il 38,81% dei voti. Di conseguenza, l'11 ottobre ha formato un accordo di coalizione con due partiti d'opposizione, Alleanza dei Democratici (AD) e Movimento per il Cambiamento Economico (MEC).
In quanto leader del partito, Matekane ha giurato come primo ministro il 28 ottobre 2022.

## Risultati elettorali
| Elezione      | Elezione            | %     | Seggi    |
| ------------- | ------------------- | ----- | -------- |
| Generali 2022 | Assemblea Nazionale | 38,81 | 56 / 120 |